# Lotte Kopecky
Lotte Kopecky (n. 10 noiembrie 1995, Rumst, Flandra, Belgia) este o ciclistă belgiană, medaliată olimpică. A participat la 2 ediții ale Jocurilor Olimpice (2016, 2024) în care a câștigat o medalie de bronz.